# Trentepohlia subleucoxena
Trentepohlia subleucoxena är en tvåvingeart som beskrevs av Alexander 1940. Trentepohlia subleucoxena ingår i släktet Trentepohlia och familjen småharkrankar. Inga underarter finns listade i Catalogue of Life.